# Ватье, Пьер (генерал)
Пьер Ватье де Сент-Альфонс (фр. Pierre Wattier или Wathier; 1770—1846) — французский военный деятель, дивизионный генерал (1811 год), граф (1808 год), участник революционных и наполеоновских войн.
Имя генерала выбито на Триумфальной арке в Париже.

## Биография
Родился в семье Жан-Пьера Ватье (фр. Jean-Pierre Wattier) и Мари-Анн де Висм (фр. Marie-Anne de Vismes).
Пьер Ватье начал военную карьеру 3 сентября 1792 года, когда в звании младшего лейтенанта поступил в 12-й конно-егерский полк. Сражался в рядах Северной и Рейнской армий. 18 ноября 1793 года был произведён в командиры эскадрона 16-го конно-егерского полка. С 1797 по 1800 год служил в Армии Батавии. 4 октября 1799 года получил звание командира бригады (полковник), и возглавил 4-й драгунский полк в составе дивизии генерала Барбу. 18 декабря 1800 года отличился в сражении при Адорфе.
После провозглашения Империи, 2 октября 1804 года Ватье получил почётную должность шталмейстера Императора.
Со своим 4-м драгунским полком принимал участие в Австрийской кампании 1805 года, состоял при 2-й драгунской дивизии генерала Вальтера. Отличился во главе 200 драгун при захвате моста через реку Лех у Донаувёрта, застав неприятеля врасплох. 11 ноября вместе с генералом Грендоржем попал в плен при Дюренштайне. После окончания боевых действий получил свободу в ходе обмена военнопленными и 24 декабря 1805 года произведён в бригадные генералы.
17 июня 1806 года возглавил депо пеших драгун в Версале и Сен-Жермене. 11 июля 1806 года был назначен командиром 2-й бригады лёгкой кавалерии в дивизии генерала Тийи 1-го армейского корпуса. Отличился блестящей атакой в первом сражении Прусской кампании, и был отмечен Императором в Бюллетене Великой Армии. 1 декабря возглавил 3-ю бригаду лёгкой кавалерии, 30 декабря она стала частью новой дивизии лёгкой кавалерии генерала Лассаля.
14 ноября 1807 года — командир 1-й кавалерийской бригады Наблюдательного корпуса Берегов Океана, переименованного 7 сентября 1808 года в 3-й армейский корпус Армии Испании. Успешно действовал в сражениях при Бургосе и Фуэнтес-де-Оньоро, принимал участие в осаде Сарагоссы.
16 июня 1809 года переведён в Армию Германии. С 26 августа 1809 года командовал 2-й бригадой 2-й дивизии тяжёлой кавалерии. После роспуска дивизии 3 июля 1810 года, Ватье возвратился в Испанию и 4 октября 1810 года возглавил кавалерию резервной дивизии генерала Каффарелли. 1 июня 1811 года — командир кавалерийской бригады Армии Португалии, 31 июля 1811 года получил звание дивизионного генерала. 9 января 1812 года был назначен командиром 2-й дивизии лёгкой кавалерии в Италии.
20 февраля 1812 года женился в Париже на Анне Анжелике де Мако (фр. Anne Angélique de Mackau; 1790—1870).
29 июня 1812 года поменялся должностями с командиром 2-й дивизии тяжёлой кавалерии генералом Себастьяни. Дивизия входила в состав 2-го кавалерийского корпуса генерала Монбрена Великой Армии и принимала участие в Русском походе. Ватье отличился в сражении при Бородино, где вместе с генералом Огюстом Коленкуром захватил Курганную батарею.
18 марта 1813 года откомандирован вместе с пехотной дивизией генерала Карра-Сен-Сира в Бремен, 3 сентября возглавил кавалерию 13-го армейского корпуса в Гамбурге и участвовал в обороне крепости до 19 мая 1814 года.
При первой реставрации Бурбонов возвратился во Францию и оставался без служебного назначения. Во время «Ста дней» присоединился к Императору и 31 марта 1815 года назначен командиром 3-й кавалерийской дивизии 2-го армейского корпуса. С 3 июня командовал 13-й кавалерийской дивизией 4-го кавалерийского корпуса генерала Мийо в составе Северной армии. Участвовал в Бельгийской кампании, отличился в сражении при Ватерлоо.
При второй реставрации был генеральным инспектором кавалерии и жандармерии. Умер 3 февраля 1846 года в Париже в возрасте 75 лет.

## Воинские звания
- Младший лейтенант (3 сентября 1792 года);
- Лейтенант (26 мая 1793 года);
- Капитан (14 августа 1793 года);
- Командир эскадрона (18 ноября 1793 года);
- Полковник (4 октября 1799 года);
- Бригадный генерал (24 декабря 1805 года);
- Дивизионный генерал (31 июля 1811 года).

## Титулы
- Граф Ватье и Империи (фр. comte Wattier et de l'Empire; декрет от 19 марта 1808 года, патент подтверждён 26 октября 1808 года);
- Граф Сент-Альфонс и Империи (фр. comte Saint-Alphonse et de l'Empire; 12 ноября 1809 года)[1].

## Награды
Легионер ордена Почётного легиона (11 декабря 1803 года)
 Офицер ордена Почётного легиона (14 июня 1804 года)
 Коммандан ордена Почётного легиона (14 мая 1807 года)
 Кавалер баварского ордена Льва (29 июня 1807 года)
 Кавалер военного ордена Святого Людовика (1814 год)
 Великий офицер ордена Почётного легиона (1 мая 1821 года)